# 360 kilomètres de Brno 1988
Les 360 kilomètres de Brno 1988 (officiellement appelé le Grand Prix ÈSSR ), disputées le 10 juillet 1988 sur le Circuit de Masarykont été la sixième manche du Championnat du monde des voitures de sport 1988.

## La course

### Classement de la course
Voici le classement officiel au terme de la course,,.
- Les premiers de chaque catégorie du championnat du monde sont signalés par un fond jaune.
- Pour la colonne Pneus, il faut passer le curseur au-dessus du modèle pour connaître le manufacturier de pneumatiques.
- Les voitures ne réussissant pas à parcourir 75% de la distance du gagnant sont non classées (NC).

| Pos  | Classe | no  | Écurie                      | Pilotes                                | Châssis                            | Pneus | Tours | Temps               |
| Pos  | Classe | no  | Écurie                      | Pilotes                                | Moteur                             | Pneus | Tours | Temps               |
| ---- | ------ | --- | --------------------------- | -------------------------------------- | ---------------------------------- | ----- | ----- | ------------------- |
| 1    | C1     | 62  | Team Sauber Mercedes        | Jean-Louis Schlesser Jochen Mass       | Sauber C9                          | M     | 67    | 2 h 06 min 40 s 620 |
| 1    | C1     | 62  | Team Sauber Mercedes        | Jean-Louis Schlesser Jochen Mass       | Mercedes-Benz M117 5.0L V8 Turbo   | M     | 67    | 2 h 06 min 40 s 620 |
| 2    | C1     | 1   | Silk Cut Jaguar             | Martin Brundle John Nielsen            | Jaguar XJR-9                       | D     | 67    | + 20 s 050          |
| 2    | C1     | 1   | Silk Cut Jaguar             | Martin Brundle John Nielsen            | Jaguar 7.0L V12 Atmo               | D     | 67    | + 20 s 050          |
| 3    | C1     | 2   | Silk Cut Jaguar             | Jan Lammers Johnny Dumfries            | Jaguar XJR-9                       | D     | 67    | + 1 min 8 s 270     |
| 3    | C1     | 2   | Silk Cut Jaguar             | Jan Lammers Johnny Dumfries            | Jaguar 7.0L V12 Atmo               | D     | 67    | + 1 min 8 s 270     |
| 4    | C1     | 61  | Team Sauber Mercedes        | Mauro Baldi James Weaver               | Sauber C9                          | M     | 67    | + 1 min 37 s 110    |
| 4    | C1     | 61  | Team Sauber Mercedes        | Mauro Baldi James Weaver               | Mercedes-Benz M117 5.0L V8 Turbo   | M     | 67    | + 1 min 37 s 110    |
| 5    | C1     | 7   | Blaupunkt Joest Racing      | "John Winter" Bob Wollek               | Porsche 962C                       | G     | 66    | + 1 tour            |
| 5    | C1     | 7   | Blaupunkt Joest Racing      | "John Winter" Bob Wollek               | Porsche Type-935 3.0L Flat-6 Turbo | G     | 66    | + 1 tour            |
| 6    | C1     | 8   | Blaupunkt Joest Racing      | Jürgen Barth Franz Konrad              | Porsche 962C                       | G     | 65    | + 2 tours           |
| 6    | C1     | 8   | Blaupunkt Joest Racing      | Jürgen Barth Franz Konrad              | Porsche Type-935 3.0L Flat-6 Turbo | G     | 65    | + 2 tours           |
| 7    | C2     | 111 | Spice Engineering           | Ray Bellm Gordon Spice                 | Spice SE88C                        | G     | 65    | + 2 tours           |
| 7    | C2     | 111 | Spice Engineering           | Ray Bellm Gordon Spice                 | Ford Cosworth DFL 3.3L V8 Atmo     | G     | 65    | + 2 tours           |
| 8    | C2     | 103 | BP Spice Engineering        | Almo Coppelli Thorkild Thyrring        | Spice SE88C                        | G     | 64    | + 3 tours           |
| 8    | C2     | 103 | BP Spice Engineering        | Almo Coppelli Thorkild Thyrring        | Ford Cosworth DFL 3.3L V8 Atmo     | G     | 64    | + 3 tours           |
| 9    | C1     | 40  | Swiss Team Salamin          | Antoine Salamin Luigi Taverna          | Porsche 962C                       | G     | 63    | + 4 tours           |
| 9    | C1     | 40  | Swiss Team Salamin          | Antoine Salamin Luigi Taverna          | Porsche Type-935 3.0L Flat-6 Turbo | G     | 63    | + 4 tours           |
| 10   | C2     | 127 | Chamberlain Engineering     | Paul Sott Nick Adams                   | Spice SE86C                        | A     | 60    | + 7 tours           |
| 10   | C2     | 127 | Chamberlain Engineering     | Paul Sott Nick Adams                   | Hart 418T 1.8L I4 Turbo            | A     | 60    | + 7 tours           |
| 11   | C2     | 106 | Kelmar Racing               | Vito Veninata Pasquale Barberio        | Tiga GC288                         | A     | 60    | + 7 tours           |
| 11   | C2     | 106 | Kelmar Racing               | Vito Veninata Pasquale Barberio        | Ford Cosworth DFL 3.3L V8 Atmo     | A     | 60    | + 7 tours           |
| 12   | C2     | 198 | Roy Baker Racing            | Lon Bender Mike Kimpton                | Tiga GC286                         | G     | 56    | + 11 tours          |
| 12   | C2     | 198 | Roy Baker Racing            | Lon Bender Mike Kimpton                | Ford Cosworth DFL 3.3L V8 Atmo     | G     | 56    | + 11 tours          |
| DSQ† | C2     | 107 | Chamberlain Engineering     | Claude Ballot-Léna Jean-Louis Ricci    | Spice SE88C                        | A     | 62    | Disqualifié         |
| DSQ† | C2     | 107 | Chamberlain Engineering     | Claude Ballot-Léna Jean-Louis Ricci    | Ford Cosworth DFL 3.3L V8 Atmo     | A     | 62    | Disqualifié         |
| Abd. | C2     | 121 | GP Motorsport               | Evan Clements (de) Costas Los          | Spice SE87C                        | G     | 62    | Panne sèche         |
| Abd. | C2     | 121 | GP Motorsport               | Evan Clements (de) Costas Los          | Ford Cosworth DFL 3.3L V8 Atmo     | G     | 62    | Panne sèche         |
| Abd. | C2     | 177 | Automobiles Louis Descartes | Louis Descartes Gérard Tremblay        | ALD C2                             | A     | 32    | Roulement de roue   |
| Abd. | C2     | 177 | Automobiles Louis Descartes | Louis Descartes Gérard Tremblay        | BMW M80 3.5L I6 Atmo               | A     | 32    | Roulement de roue   |
| Abd. | C2     | 24  | Dollop Racing               | Paolo Giangrossi (pl) Jean-Pierre Frey | Lancia LC2                         | D     | 19    | Pompe à huile       |
| Abd. | C2     | 24  | Dollop Racing               | Paolo Giangrossi (pl) Jean-Pierre Frey | Ferrari 308C 3.0L V8 Turbo         | D     | 19    | Pompe à huile       |
| Abd. | C2     | 109 | Kelmar Racing               | Ranieri Randaccio Maurizio Gellini     | Tiga GC288                         | A     | 12    | Moteur              |
| Abd. | C2     | 109 | Kelmar Racing               | Ranieri Randaccio Maurizio Gellini     | Ford Cosworth DFL 3.3L V8 Atmo     | A     | 12    | Moteur              |

† - La Spice SE88C no 107 de l'écurie Chamberlain Engineering a été disqualifiée pour avoir été poussé à la fin de la course afin de passer la ligne d'arrivée.

## Pole position et record du tour
- Pole position :  Jean-Louis Schlesser (#61 Team Sauber Mercedes) en 1 min 46 s 440
- Meilleur tour en course :  Mauro Baldi (#61 Team Sauber Mercedes) en 1 min 49 s 770

## À noter
- Longueur du circuit : 5,394 km
- Distance parcourue par les vainqueurs : 361,398 km